# معبد أوام

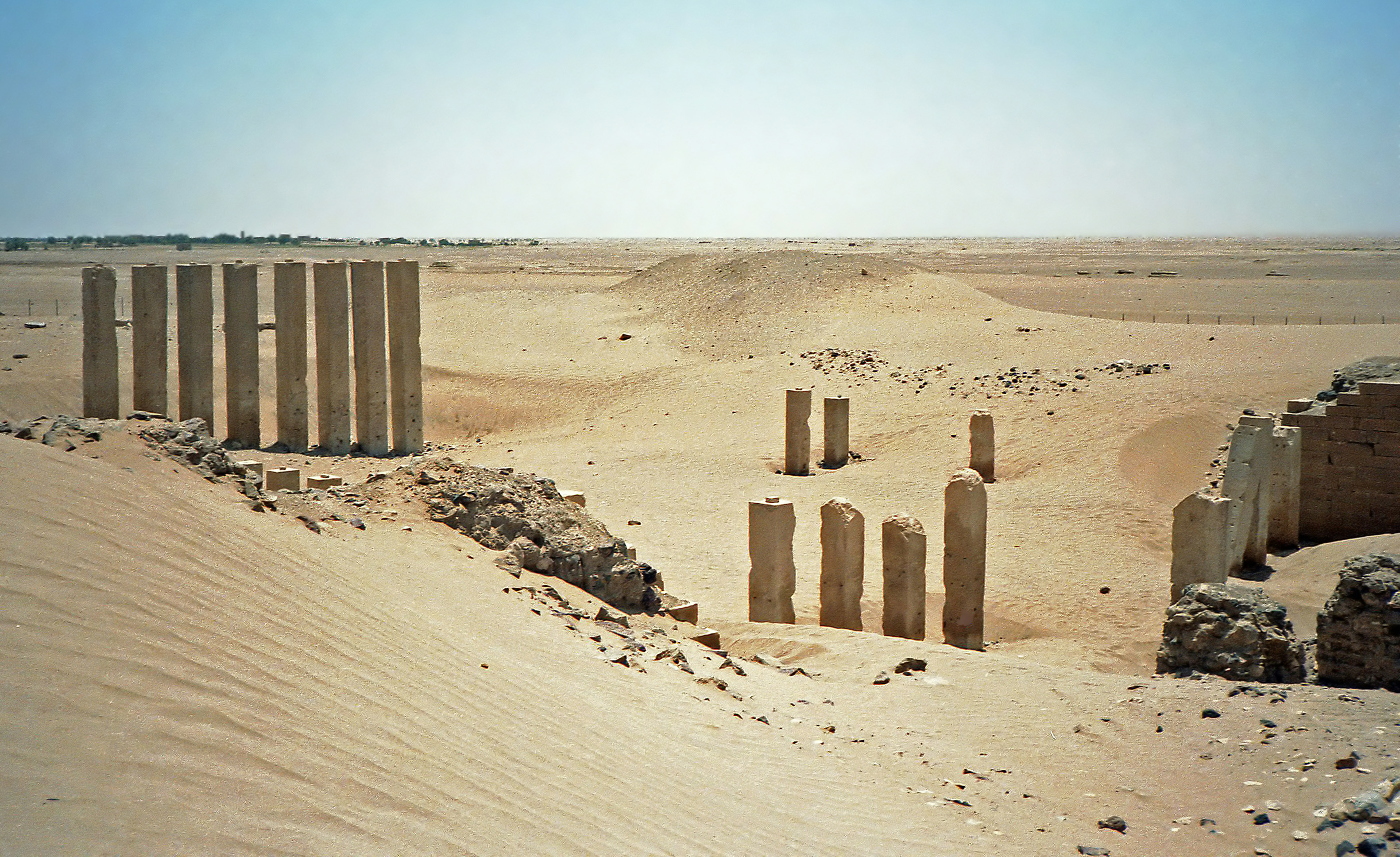
معبد أوام بالقرب من مأرب في عام 1986م

معبد أوام (خط المسند:   ) أو محرم بلقيس هو معبد يقع على مسافة (10كم) على الجنوب من مدينة مأرب العاصمة السبئية التي كانت تتحكم بطرق التجارة القديمة، لقد كان معبد أوام مكانًا مقدساً تمارس فيه العبادات إلى بداية النصف الثاني من القرن الرابع الميلادي، وتدل المعلومات الأولية أن تاريخ بناء هذا المعبد قد شيد لأول مرة في القرن العاشر قبل الميلاد، ولا يستبعد الباحثون تاريخاً أقدم من ذلك لإنشائه، يتكون المعبد من سور مبنى بالأحجار المهندمة من الصخور الكلسية يبلغ طولها حوالي (752م) بسماكة تتراوح من (5:3م)، ويتوسطه فناء بطول (52م) وعرض (24م) وضعت فيه الأعمدة الثمانية، أما المدخل فيقع في الجهة الشمالية الشرقية من السور. تشير المصادر التاريخية والأثرية على أن معبد أوام هو المعبد الرئيسي للإله (المقه) إله الدولة، ويحتل المعبد مكانة مميزة بين بقية معابد الإله المقة في اليمن القديم فقد كان الناس يحجون إليه من مختلف أنحاء الجزيرة العربية، كما يتميز بكثير من المميزات المعمارية والهندسية فضلاً عن مكانته الدينية في تلك الحقبة.

## المعبد
معبد أوام أو «محرم بلقيس» هو معبد سبئي مكرس للإله الرئيسي لسبأ ألمقه، ويوجد بالقرب من مأرب في اليمن. يقع المعبد على بعد 7 كيلومترات جنوب شرق مأرب القديمة، وتم بناؤه في ضواحي المدينة. عادة ما تقع المحميات الرئيسية في سبأ خارج المراكز الحضرية، والسبب وراء ذلك هو على الأرجح للخصوصية الدينية ولتيسير تسيير الطقوس من خلال وصول الحجاج من المناطق النائية من الأراضي السبئية. وقد لوحظت هذه الأنماط في عدة معابد من الجوف وحضرموت.
أقدم نقش عثر عليها في المعبد يشير إلى بناء السور العظيم للمعبد بواسطة مكرب يدع إل ذريح الأول في منتصف القرن السابع قبل الميلاد. مبينًا الفترة المبكرة من بناء المعبد. نقش يدع إل محفور خارج السور، ويحتوي على ما يلي:
يحتل الجزء الأكبر من المعبد ساحة خالية من الحراسة محاطة بجدار حجري ذي مخطط أرضي بيضاوي غير منتظم. على الجدار الداخلي للقاعة كان هناك عشرات النقوش الهامة للغاية من الفترة المتأخرة من مملكة سبأ.
الحفريات الجزئية لأعمدة أوام في 1951-1952 من قبل المؤسسة الأمريكية لدراسة الإنسان التي قادها ويندل فيليبس، قامت بتنظيف قاعة المدخل بالكامل تقريبًا واكتشفت العديد من الاكتشافات. مثل التماثيل البرونزية المتقنة، واستخدام المدخل الجنوبي في الجدار الإهليلجي لطقوس الوضوء قبل الدخول إلى الغرفة الداخلية.

## المخطط العام لمعبد أوام
يقع المعبد في منطقة معزولة تستخدم بشكل رئيسي كمكان ديني مقدس. اسم المكان، أوم (مكان اللجوء)، يدل على أن قدسية هذا المكان.
هناك احتمال أن المعبد تطور من ضريح صغير إلى مجمع هائل يشمل العديد من الهياكل المرتبطة بالمعبد، أي منازل للكهنة، وغرف مساعدة، وورش عمل للتنجيم، ومقبرة متصلة بالمحمية والمنطقة السكنية التي جعلت أسمها المقاطعة المحمية. أظهرت الأبحاث الجيومورفولوجية أن معبد أوام شيّد على منصة طبيعية عالية، مما يجعله أكثر إعجابًا للعيان.
وجّه المعبد نحو مشرق الشمس (الشمال الشرقي) ويتكون من ثمانية أعمدة بروبيلية عند المدخل، تليها قاعة كبيرة مستطيلة الشكل، وسور ضخم على شكل بيضاوي مع هياكل خارجية أخرى مرتبطة (بالقرب من المقبرة). الركائز هي الميزة المعمارية الأكثر انتشارًا في الهياكل الدينية العربية الجنوبية القديمة. قد تعكس قاعة الأعمدة أرقام البروبيليا ذي الأعمدة الثمانية؛ يوجد اثنان وثلاثون عمودًا (4 × 8) داخل قاعة الأعمدة، وأربعة وستون (8 × 8) نوافذ داخلية.
استخدم الثور البرونزي والحصان والتماثيل البشرية في بوابات الدخول للمعبد. للوصول إلى المجمع وضعت أبواب مؤدية إلى سلسلة هرمية من الساحات والقاعات التي كانت بمثابة مناطق انتقالية.
العديد من جوانب الزخرفة واللوحات الهندسية والتماثيل والمنحوتات والأحجار الكبيرة المنحوتة بدقة، والنقوش المنحوتة بدقة المطلية باللون الأحمر، والأفاريز الجميلة المزخرفة على الجدار الخارجي، تهدف إلى إقناع الزائر وأرهابه بحضور الإله.

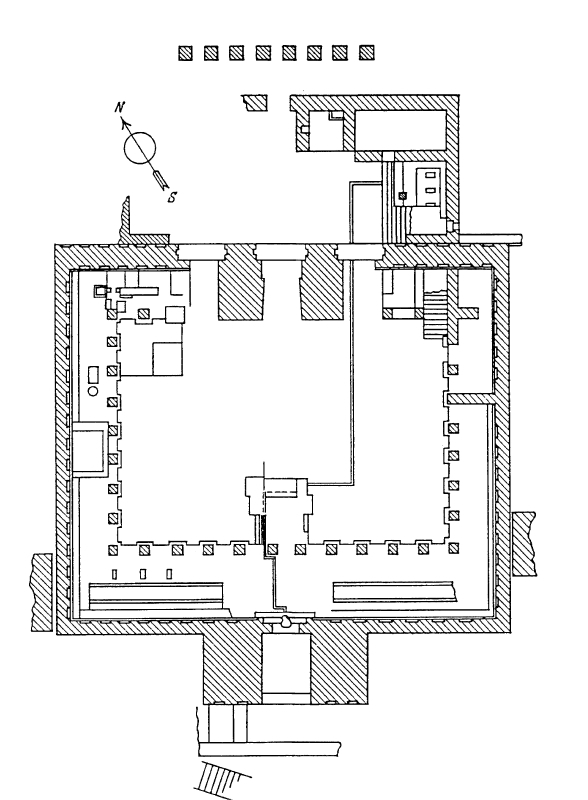
مخطط قاعة الأعمدة

### قاعة الأعمدة
تحتوي القاعة على شكل شبه مستطيل، مع ثمانية مداخل مترابطة من البروبيليا المغطاة بأقواس مربعة مصممة لاستيعاب العتبة. محيط قاعة الأعمدة حوالي 42 × 19م ويحيط بها نهاية السور البيضاوي الشكل في جدرانها الخارجية الغربية والشرقية. يحتوي الجزء الداخلي للمبنى على مكتبة كبيرة من الكتل الحجرية المدونة و 64 نافذة مزدوجة عموديا وهمية مع 32 عمودا مصنوعة من متراصة واحدة باستثناء اثنين كانا يدعمان الحزم الحجرية ذات يوم. قد يعكس الرقم الثامن رقمًا مقدسًا، حيث تم استخدامه عند المدخل والأعمدة الداخلية (8 × 4) والنوافذ (8 × 8). يبدو أن المباني الجنوبية العربية القديمة، بما في ذلك قاعة أعة أوام، قد تم تخطيطها مسبقًا وفقًا لنظام القياس المتقدم بدلاً من الاستخدام العادل للمساحة. كشفت أعمال الحفر التي قامت بها AFSM في الفناء المرصوف عن العديد من النقوش العربية الجنوبية ومجموعة من التيجان المكسورة واللوحات البرونزية والمذابح والعديد من التماثيل الفخارية، إلى جانب الشقف التي يرجع تاريخها إلى حوالي 1500-1200 قبل الميلاد.
يجب على زوار المعبد المرور من خلال الملحق ثم عبر بوابة من ثلاثة مداخل إلى قاعة الأعمدة. يمكن أن تكون البوابة مغلقة إذا لزم الأمر.
كانت هناك قناة المياه مصنوعة من المرمر كانت تمر من خلال القاعة إلى الحوض البرونزي (69 × 200 سم) موضوعة في غرفة لأغراض التنقية. يسقط الماء على الأرض مثل النافورة، وسقط لفترة طويلة وبهذه القوة، إلى أن تجاوز حوض النحاس وضع تحته ثم إلى الحجر نفسه.

منظر داخلي عام للسور

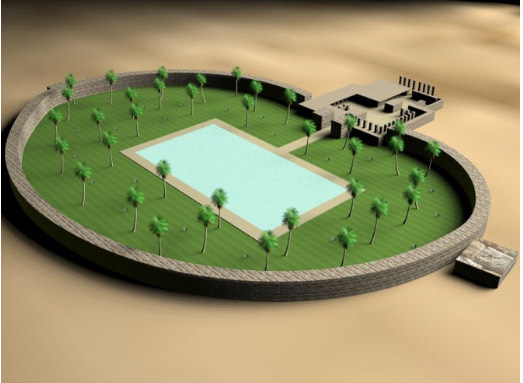
إعادة تمثيل السور العظيم في مأرب باليمن

### السور البيضاوي
يبلغ طوله السور 757 مترًا وارتفاعه 13 مترًا، ومع ذلك، لا يمكن تحديد الارتفاع الأصلي بشكل مؤكد، ومن الصعب تقييم مداه بالكامل. أقدم نقش تم العثور عليه حول السور كان على يد مكرب يداع ضريح في القرن السابع قبل الميلاد.

### المقبرة

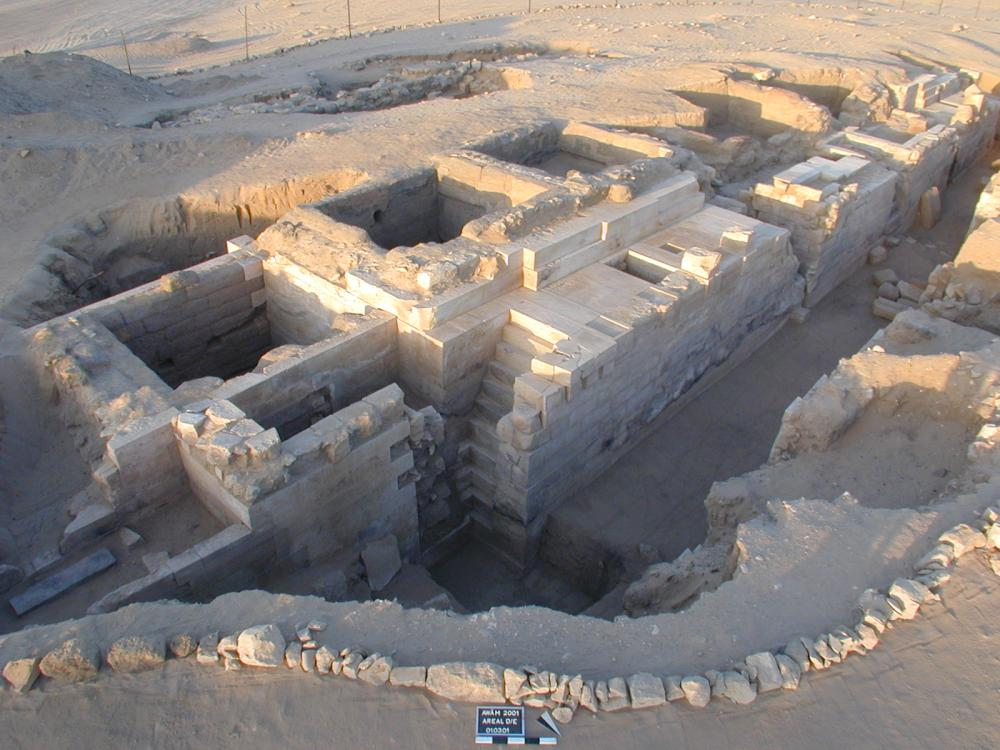
مقبرة أوام

ترتبط مقبرة القرن السابع قبل الميلاد بالحرم البيضاوي وعلى ما يبدو لا يمكن الوصول إليها إلا منها. تسع المقبرة حوالي 20.000 مقبرة تقديرية خلال فترة استخدامها الطويلة. صنعت تلك الفترة الطويلة مستوطنة كبيرة من القتلى، حيث قسمت الممرات والشوارع المقابر. كانت مقابر المقبرة عبارة عن هياكل متعددة الطوابق (تصل إلى أربعة) مبنية باستخدام كتل من الحجر الجيري المصقول والمنحوت بشكل ممتاز. كانت الجدران الخارجية مزينة في بعض الأحيان بأفاريز ونقش منخفض لوجه الميت.
وفقًا للنقوش العربية الجنوبية، كانت المقبرة تُعرف باسم «محرم جنزتن». على الرغم من قدسية المقبرة، لم يتم العثور على فائض من الآثار الكتابية للاحتفالات الطقسية في المجمع. من الواضح أن الطقوس كانت تجرى في المعبد البيضاوي، ثم تدخل إلى المقبرة حيث تقام احتفالات أخرى قبل الدفن. شواهد الموتى كانت عبارة عن صور منحوتة لهم على مقابرهم، وغالبًا ما تدرج أسمائهم.